# 咸平駅
咸平駅（ハムピョンえき）は、大韓民国全羅南道咸平郡鶴橋面にある、韓国鉄道公社の駅である。
、

## 利用可能な路線
セマウル号、ムグンファ号が停車。「咸平蝶祭り」開催時にはKTXが臨時停車する。
- 韓国鉄道公社
  - 湖南線

## 駅構造
駅舎は蝶をイメージしたものであり、内装も蝶を意識したデザインが施されている。のりばは高架線上にある。

## 駅周辺
周辺の集落からは離れた場所にあり、駅前を幹線道路が通るほかは目立った建物はない。

## 歴史
1913年（大正2年）5月15日、朝鮮総督府鉄道湖南線の鶴橋-木浦間の開業時に鶴橋駅として設置。1927年には咸平軌道が開通し、咸平郡の中心部との間を結んでいたが、1960年に廃止された。その後、湖南線の別線線増として西海岸線が計画され、鶴橋駅が分岐駅となる予定であったが、西海岸線の計画が放棄されたため実現しなかった。
2001年、湖南線の路線改良に伴い駅移転、郡の名を冠し「咸平駅」と改名された。
2007年に開港した務安国際空港への連絡線を当駅を分岐駅として新設する案が開港前からあるものの、確定には至っていない。
- 1913年5月15日 - 鶴橋（かくきょう）駅として開業[2]。
- 1913年7月1日 - 鶴橋-羅州間運輸営業開始[3]。
- 1927年 - 咸平軌道開通。
- 1960年 - 咸平軌道廃止。
- 1982年10月20日 - 駅舎新築[4]。
- 2001年12月5日 - 新線開通に伴い移転、「咸平駅」に改名[1]。

## 隣の駅
韓国鉄道公社
湖南線
多侍駅 - (古幕院駅) - 咸平駅  - 務安駅